# Jacques Fort
Pour les articles homonymes, voir Fort.
Pour l’article ayant un titre homophone, voir Jacques Faure.
Jacques Fort, né le 16 janvier 1938 à Caudéran et mort le 3 février 2018 à Biarritz, est un joueur de rugby à XV, qui a joué avec l'équipe de France en 1967, évoluant au poste de deuxième ligne (1,88 m pour 104 kg). Il jouait avec le SU Agen.

## Carrière

### En club
Jacques Fort a remporté 2 titres de champion de France avec le SU Agen.

### En équipe nationale
Il a disputé son premier test match le 26 mars 1967, contre l'équipe d'Italie, et son dernier test match fut contre l'équipe d'Afrique du Sud, le 12 août 1967 à l’occasion d’une tournée de la France.
Jacques Fort a été deux fois capitaine de l'équipe de France, la deuxième fois contre les Springboks.

## Palmarès

### En club
- Championnat de France de première division :
  - Champion (2) : 1965 et 1966

### En équipe nationale
- Sélections en équipe nationale : 7 (et 1 non off.)
- 2 capitanats en 1967, face à l'Afrique du Sud, et au Portugal (non off.)
- Sélections par année : 7 en 1967 (+ 1 non off.)
- Tournoi des Cinq Nations disputé : 1967 (vainqueur)